# Decimus Rupilius Severus
Decimus Rupilius Severus war ein im 2. Jahrhundert n. Chr. lebender römischer Politiker.
Durch eine Inschrift ist belegt, dass Rupilius Severus um 149/151 Statthalter (Legatus Augusti pro praetore) der Provinz Lycia et Pamphylia war. Eine weitere Inschrift, die auf den 11. Dezember 155 datiert wird, belegt, dass ein Severus 155 zusammen mit Lucius Iulius Severus Suffektkonsul war; dieser Severus wurde von Géza Alföldy mit dem Statthalter Decimus Rupilius Severus identifiziert. Die beiden Konsuln übten dieses Amt bis Ende des Jahres aus.